# ماركوس فيرنال
ماركوس فيرنال (بالإسبانية: Marcos Vernal)‏ (مواليد 22 نوفمبر 1973) هو ملاكم كولومبي، مثّل بلاده في الألعاب الأولمبية الصيفية 1996.

## روابط خارجية
ماركوس فيرنال على موقع أوليمبيديا (الإنجليزية)